# Olga Fikotová-Connolly
Olga Fikotová-Connolly (născută Fikotová, n. 13 noiembrie 1932, Most, Republica Socialistă Cehă, Cehoslovacia – d. 12 aprilie 2024, Costa Mesa⁠(d), California, SUA) a fost o atletă americană originară din Cehoslovacia care a concurat în proba de aruncare a discului. A câștigat medalia de aur la Jocurile Olimpice de vară din 1956.

## Biografie
Sportiva a jucat handbal și baschet. Cu echipa Cehoslovaciei a câștigat medalia de argint la Campionatul European de Baschet din 1954. În plus s-a apucat de atletism și în 1955 a participat pentru prima dată la o reuniune internațională de atletism.
În anul 1956 ea a participat la Jocurile Olimpice. La Melbourne a cucerit medalia de aur la aruncarea discului cu recordul olimpic de 53,69 m în fața sportivelor sovietice Irina Begleakova și Nina Ponomariova. Tot în Australia americanul Hal Connolly a câștigat aurul la aruncarea ciocanulul. Cei doi s-au îndrăgostit și s-au căsătorit în anul următor la Praga. Martorii la nuntă au fost campionii olimpici Emil Zátopek și Dana Zátopková. De atunci Olga a concurat pentru Statele Unite. A participat la Jocurile Olimpice din 1960 (locul 7), 1964 (12), 1968 (6) și 1972 (16). La Jocurile Olimpice de la München din 1972 a fost și portdrapelul delegației Statelor Unite la festivitate de deschidere.
Olga Fikotová-Connolly și Hal Connolly au divorțat în 1973. După ce și-a încheiat cariera sportivă, Olga s-a dedicat carierei de antrenor. În 2024 a decedat la vârsta de 91 de ani.

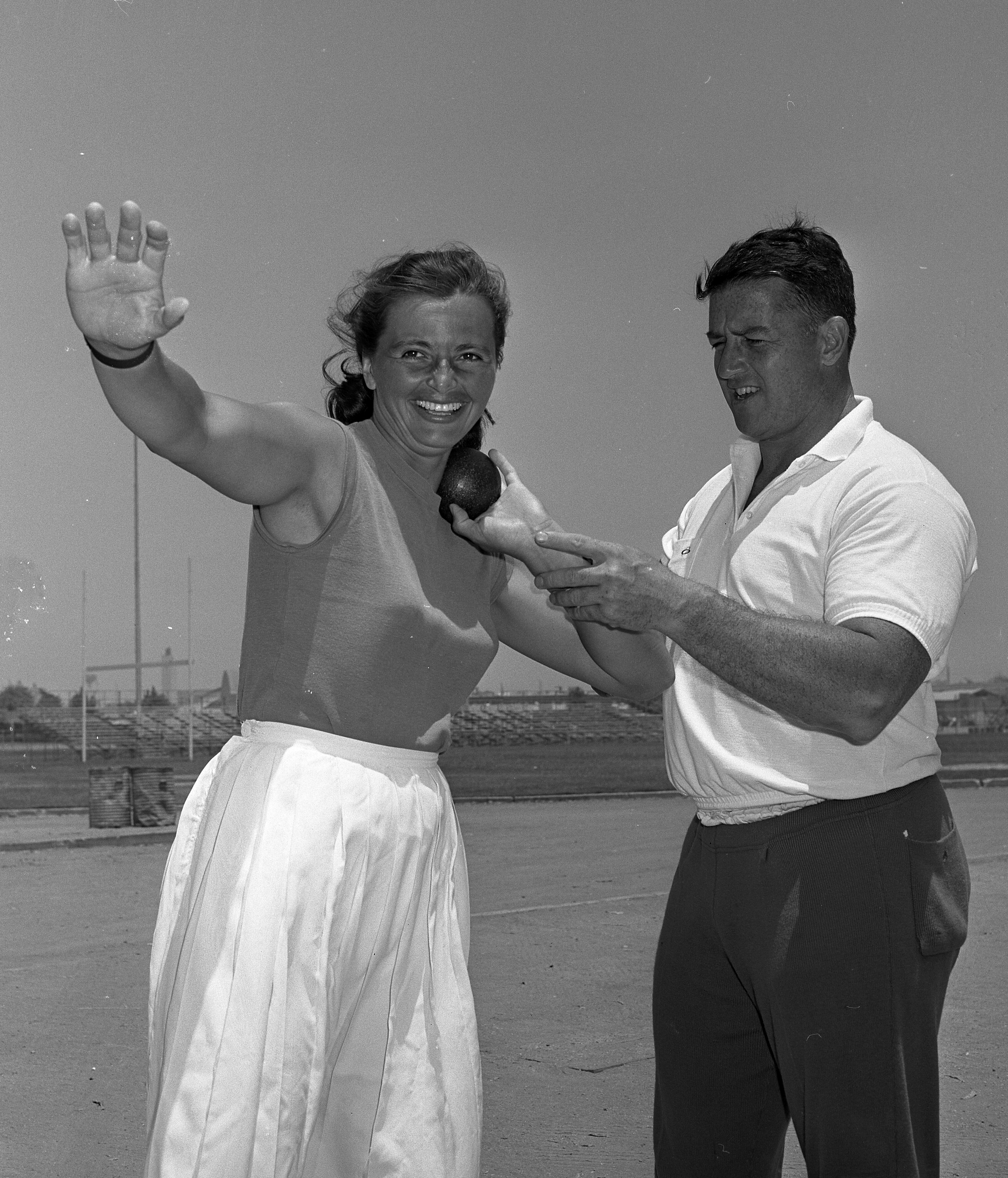
Cu Hal Conolly (1960)
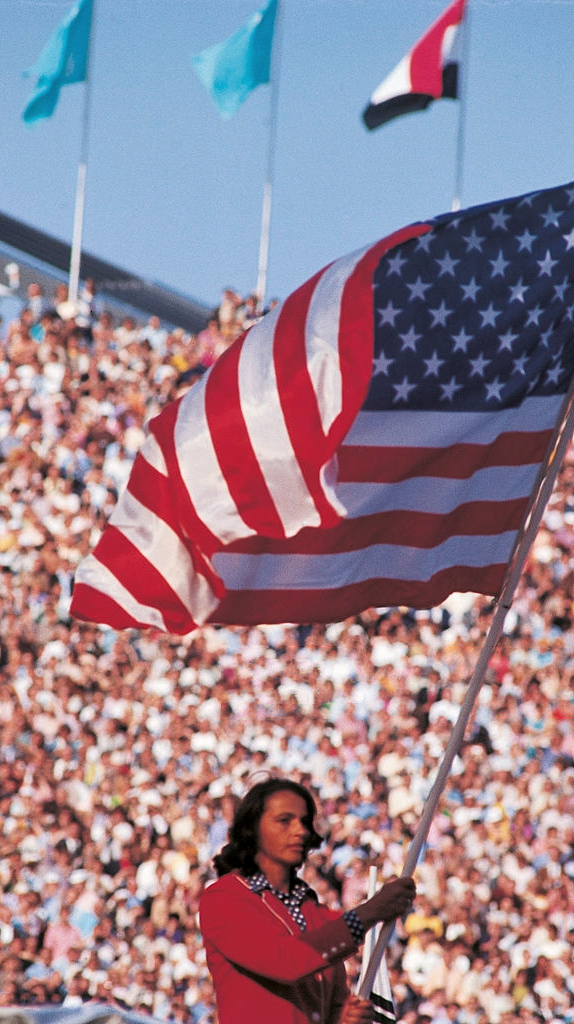
La JO din 1972
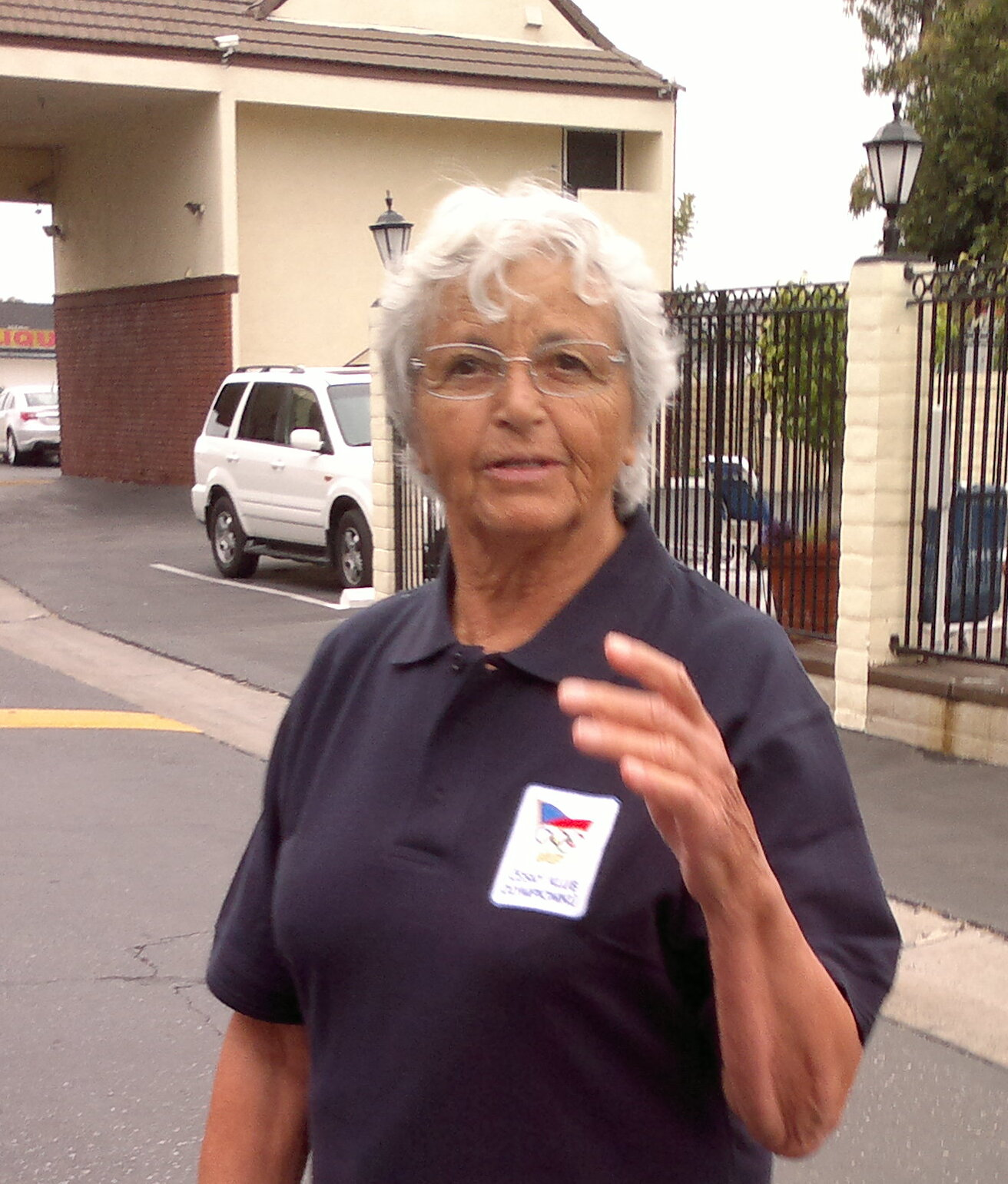
În 2012

## Realizări
| An                                      | Competiție                | Locație                   | Loc                       | Note                      |                           |
| Reprezentând Cehoslovacia               | Reprezentând Cehoslovacia | Reprezentând Cehoslovacia | Reprezentând Cehoslovacia | Reprezentând Cehoslovacia | Reprezentând Cehoslovacia |
| --------------------------------------- | ------------------------- | ------------------------- | ------------------------- | ------------------------- | ------------------------- |
| 1956                                    | Jocurile Olimpice         | Melbourne, Australia      | 1                         | 53,69 m                   |                           |
| Reprezentând Statele Unite ale Americii |                           |                           |                           |                           |                           |
| 1960                                    | Jocurile Olimpice         | Roma, Italia              | 7                         | 50,95 m                   |                           |
| 1964                                    | Jocurile Olimpice         | Tokio, Japonia            | 12                        | 51,58 m                   |                           |
| 1968                                    | Jocurile Olimpice         | Ciudad de México, Mexic   | 6                         | 52,96 m                   |                           |
| 1972                                    | Jocurile Olimpice         | München, Germania         | 16                        | 51,58 m                   |                           |

## Recorduri personale
| Probă              | Performanță | Dată |
| ------------------ | ----------- | ---- |
| Aruncarea discului | 57,61 m     | 1972 |